# ASP (band)
ASP is een Duitse rockband uit Frankfurt am Main, opgericht in 1999. De naam is het pseudoniem van de leadzanger Alexander Spreng en wordt als een woord uitgesproken.
De band weet de verschillende invloeden uit de alternatieve rock, Neue Deutsche Härte en electro te verbinden met een gothic sound.

## Discografie

### Albums
- 2000: Hast Du mich vermisst? (Der Schwarze Schmetterling I) (speciale editie in 2004)
- 2001: Duett (Der Schwarze Schmetterling II) (speciale editie in 2004)
- 2003: Weltunter (Der Schwarze Schmetterling III) (speciale editie in 2004)
- 2005: Aus der Tiefe (Der Schwarze Schmetterling IV)
- 2007: Requiembryo (Der Schwarze Schmetterling V)
- 2008: Zaubererbruder - Der Krabat-Liederzyklus

### Compilaties
- 2004: Interim Works Compendium (Best of)
- 2008: Horror Vacui (bevat remasters en re-recordings in een "Best Of"-formaat)

### Livealbums
- 2008: Akoasma (opgenomen tijdens de Horror Vacui-tour)
- 2009: Von Zaubererbrüdern

### Dvd's
- 2009: Von Zaubererbrüdern

### Singles
- 1999: ASP (promo-cd)
- 2003: Weltunter (Komm zu mir)
- 2003: Stille der Nacht (Ein Weihnachtsmärchen)
- 2004: Where do the gods go (promo-cd)
- 2004: Ich will brennen
- 2005: Schwarzes Blut (promo-cd)
- 2006: Werben (speciale editie in vinyl en een cd-single met drie tracks)
- 2006: Ich bin ein wahrer Satan (vier versies, elk met verschillende tracklisten en cover-art)
- 2006: Isobel Goudie (op 1,999 exemplaren)
- 2006: Varieté Obscur (samen met een graphic novel van Ingo Römling)
- 2007: Duett(Das minnelied der incubi) (op 544 exemplaren)
- 2009: Wer sonst?/Im Märchenland (dubbele single op 3,000 exemplaren)